# Den Herren will ich loben
Den Herren will ich loben ist ein geistliches Lied mit einem Text von Maria Luise Thurmair und einer Melodie von Melchior Teschner. Es findet sich im Gotteslob Nr. 395 sowie im Regionalteil Bayern/Thüringen des Evangelischen Gesangbuchs.

## Geschichte
Die drei achtzeiligen Strophen verfasste Maria Luise Thurmair 1954 als Nachdichtung des Magnificats zur Melodie von Melchior Teschner. Sie wurden 1972 von ihr für das Gotteslob 1975 überarbeitet und so auch in das Gotteslob 2013 übernommen.
Die Melodie wurde 1613 von Teschner für den Text Valet will ich dir geben geschrieben. Sie wird auch für viele weitere Liedtexte verwendet.